# Église de Lorient de Saint-Barthélemy
Pour les articles homonymes, voir Saint-Barthélemy.
L'église de Lorient de Saint-Barthélemy est une église du XIXe siècle, du quartier de Lorient de l'île de Saint-Barthélemy, des Petites Antilles, des Antilles françaises, dans les Caraïbes. Son clocher est inscrit aux monuments historiques depuis le 1er août 1995,.

## Histoire
L'église de Lorient de Saint-Barthélemy (à ne pas confondre avec l'église Notre-Dame-de-l'Assomption de Gustavia de l'autre côté de l’île) est fondée vers 1724, puis :
- incendiée par des pirates ;
- reconstruite en 1820 avec le secours du gouverneur suédois ;
- reconstruite par l'Abbé Le Couturier en 1871 ;
- ébranlée et fissurée par le séisme du 4 novembre 1974 ;
- restaurée (charpente, murs, volets) en 1988.

Le clocher, construit en 1850, servait de repère pour les marins. La cloche est fondue à Nantes en 1860.

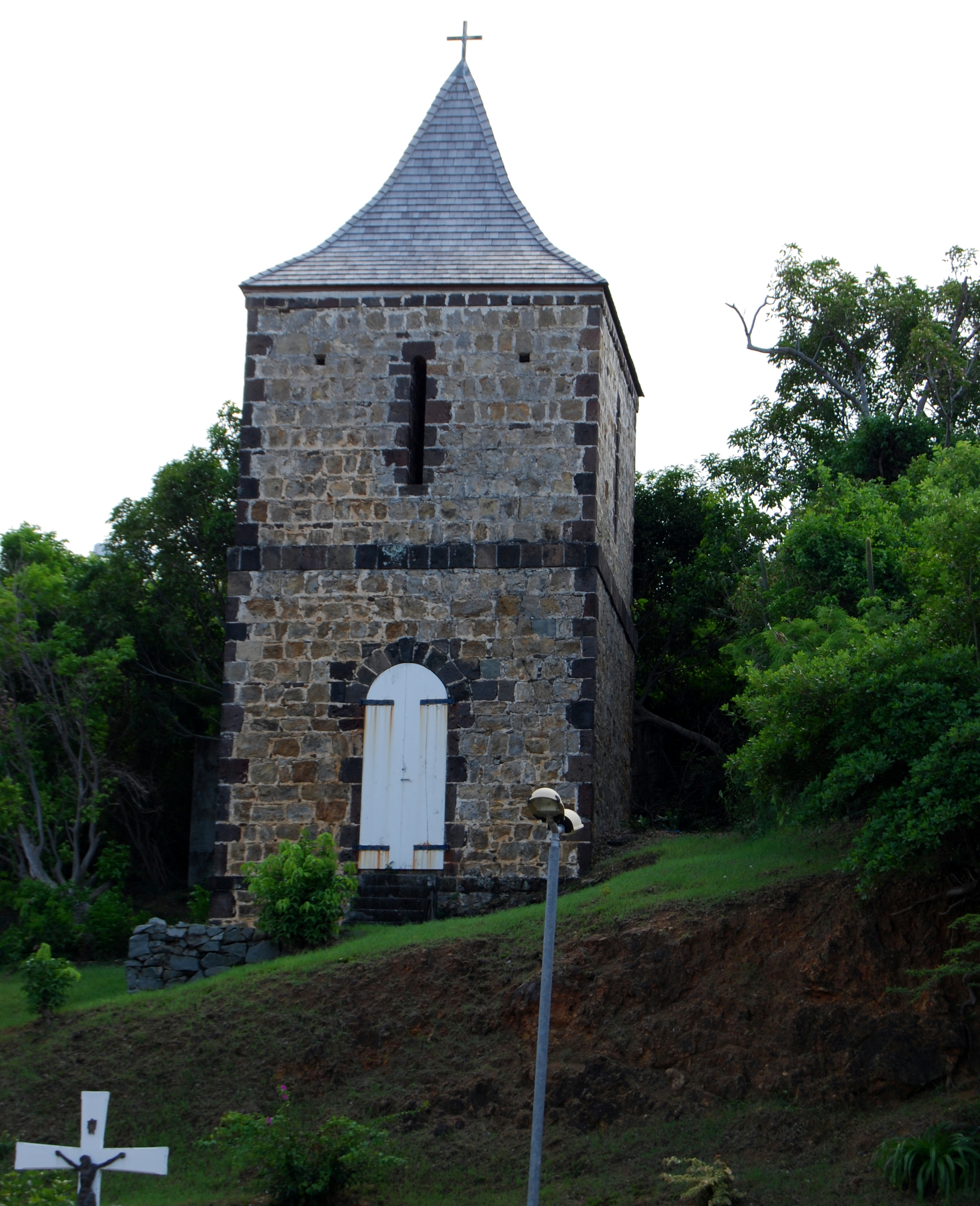
Clocher
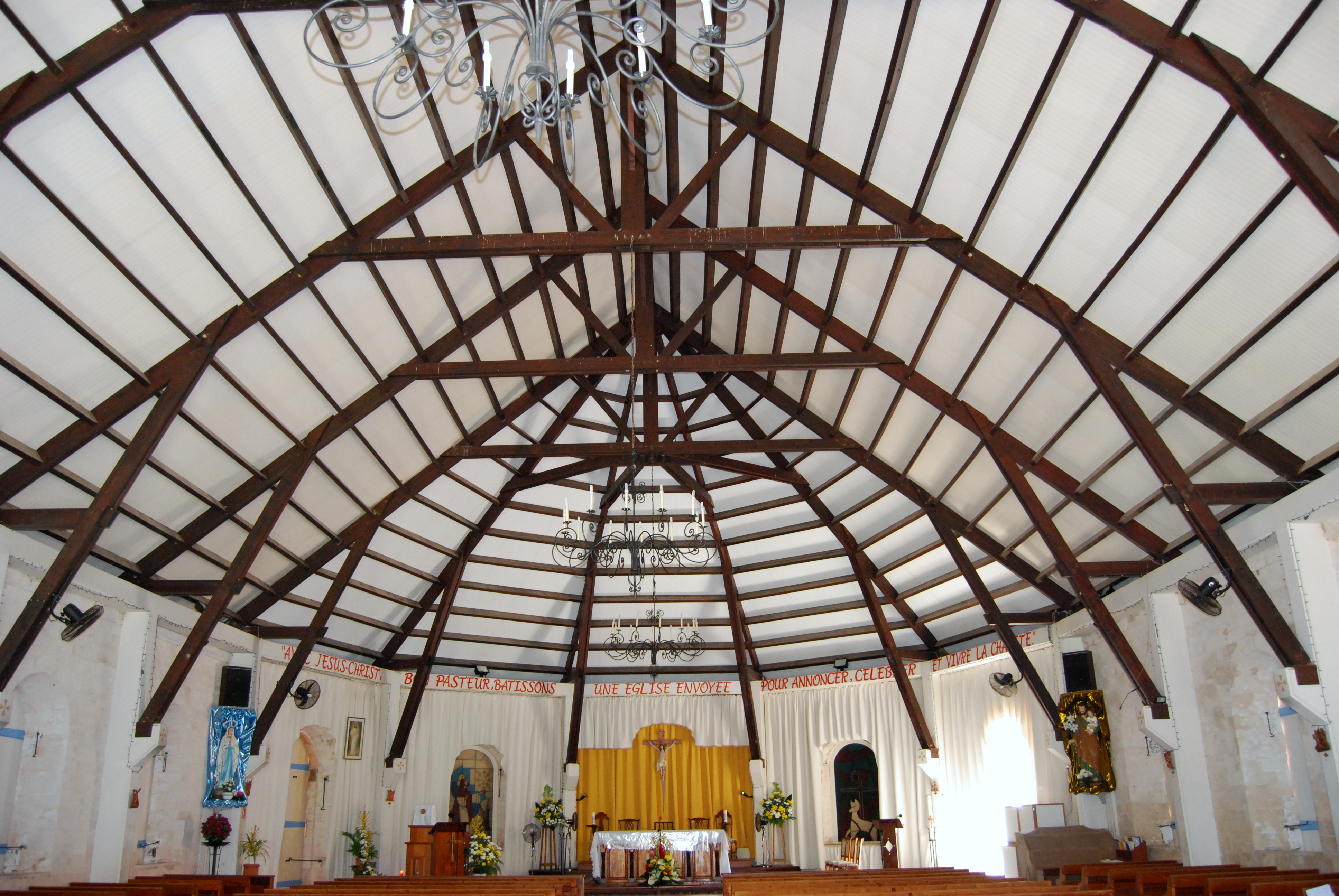
Intérieur
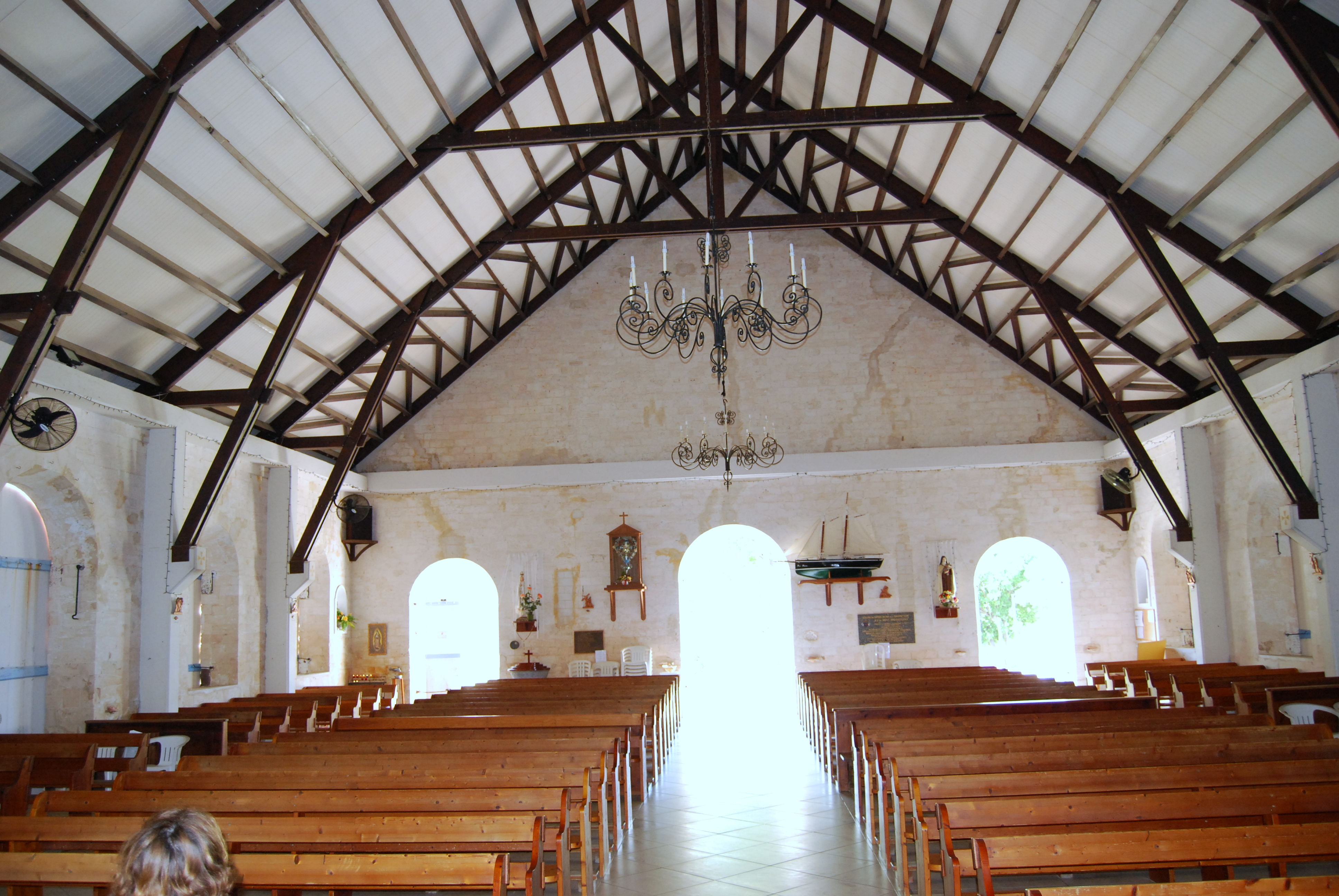
Intérieur
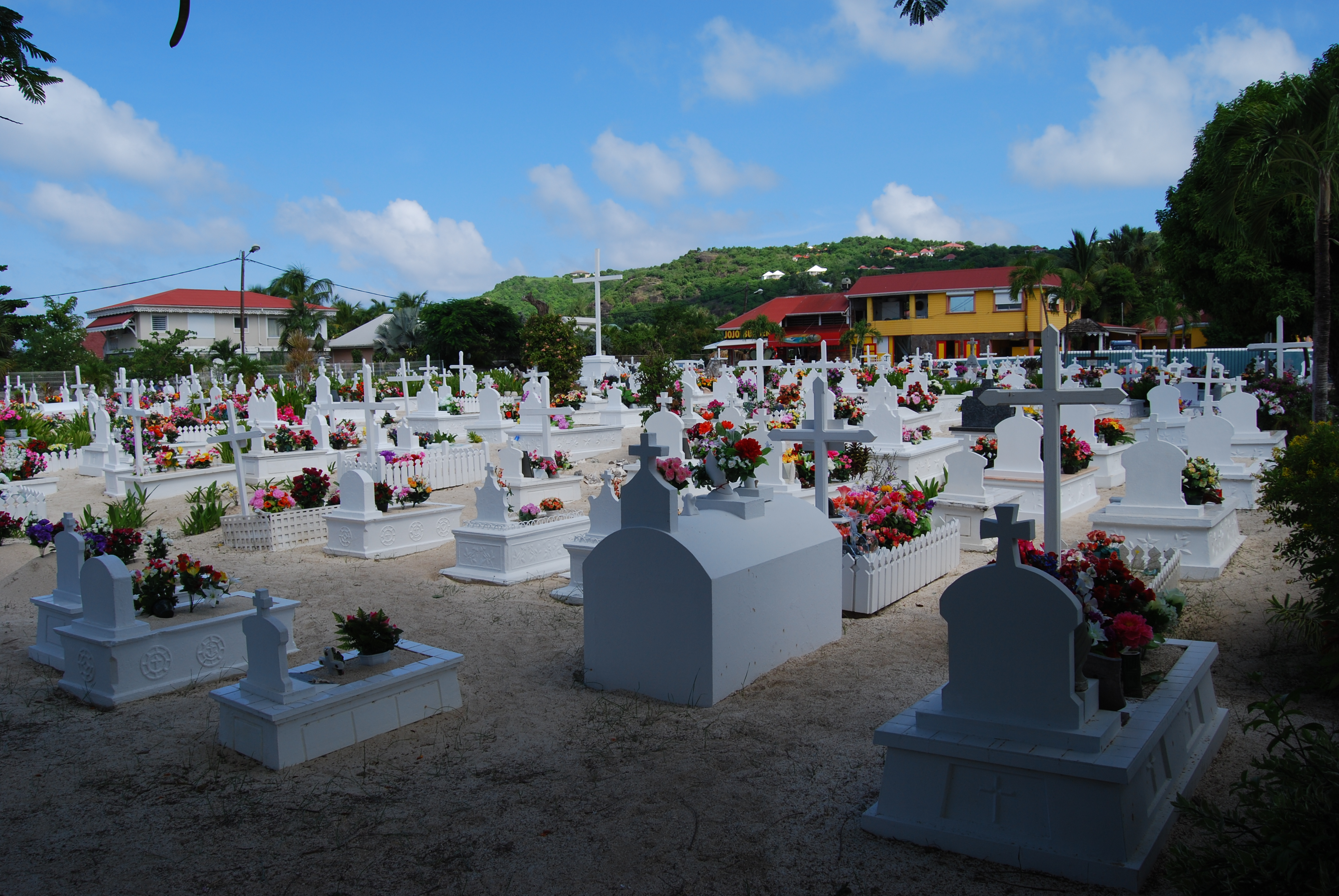
Cimetière

## Cimetière
- Johnny Hallyday est inhumé dans son cimetière attenant en 2017.